# Alberta (Minnesota)
Alberta is een plaats (city) in de Amerikaanse staat Minnesota, en valt bestuurlijk gezien onder Stevens County.

## Demografie
Bij de volkstelling in 2000 werd het aantal inwoners vastgesteld op 142.

## Geografie
Volgens het United States Census Bureau beslaat de plaats een oppervlakte van
0,7 km², geheel bestaande uit land. Alberta ligt op ongeveer 339 m boven zeeniveau.